# سيفاكو ماكغاثو
سيفاكو ماكغاثو (بالإنجليزية: Sefako Makgatho)‏ ‏(1861 في بولوكوان- 23 مايو 1951 في بريتوريا) سياسي جنوب أفريقي. وكان ثاني رئيس للمؤتمر الوطني الأفريقي.
وسُمي نيلسون مانديلا الابن الثاني له على اسم سيفاكو ماكغاثو، كما سميت جامعة سيفاكو ماكغاثو للعلوم الصحية باسمه. وكان أحد مؤسسي اتحاد ترانسفال للمعلمين.